# Cyrtomaia cornuta
Cyrtomaia cornuta is een krabbensoort uit de familie van de Inachidae. De wetenschappelijke naam van de soort is voor het eerst geldig gepubliceerd in 1988 door Richer de Forges & Guinot.